# Gottfried Mind
Gottfried Mind (Berna, 25 settembre 1768 – 17 novembre 1814) è stato un pittore svizzero.
Affetto da sindrome del savant, era soprannominato "il Raffaello dei gatti" perché specializzato in dipinti di gatti.

## Biografia

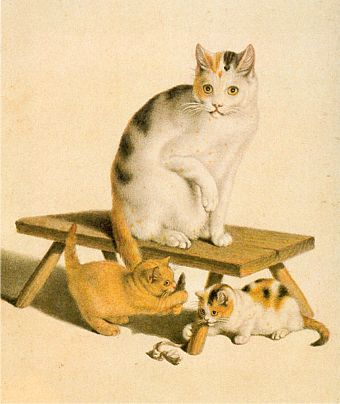
Dipinto di Gottfried Mind

Mind crebbe in maniera semplice, era fisicamente disabilitato e ritardato mentalmente.
Fin da bambino era famoso per il suo talento nel disegno e nella scultura.
Intorno al 1775-1780 visse nel Erziehungs- und Arbeitsanstalt Neuhof di Johann Heinrich Pestalozzi a Birr, dove mostrò un talento nel campo delle belle arti, ma non poté né imparare a scrivere né a usare l'aritmetica.
Dopo la chiusura del Neuhof nel 1780, la famiglia del pittore bernese Sigmund Freudenberger lo accolse, e nel suo studio Mind inizialmente lavorò come coloratore e disegnatore.
Dopo la morte di Freudenberger Mind continuò a lavorare nel suo studio. Mind morì di malattia polmonare all'età di 46 anni.

## L'arte
Mind disegnava principalmente scene di genere rurale con bambini e animali domestici, in particolare gatti. Aveva una memoria superiore alla media per le impressioni visive.
Le sue immagini di gatti sono caratterizzate da accuratezza anatomica ed empatia per la vita domestica degli animali, che egli ad esempio rappresentava durante la caccia, il gioco o il sonno.
La pittrice francese Élisabeth Vigée Le Brun coniò per lui il soprannome di "Raffaello dei gatti".